# Distrito de Madre de Dios
El Distrito peruano de Madre de Dios es uno de los 4 distritos de la Provincia de Manu, ubicada en el Departamento de Madre de Dios, Perú.
Desde el punto de vista jerárquico de la Iglesia católica forma parte de la Vicariato Apostólico de Puerto Maldonado